# イエール (ヴァール県)
イエール（Hyères）は、フランス、プロヴァンス＝アルプ＝コート・ダジュール地域圏ヴァール県のコミューン。トゥーロンの東16kmほどに位置し、時にはイエール＝レ＝パルミエ（Hyères-les-Palmiers、ヤシの木のイエール）と称される。
2つの小郡の郡庁所在地であり、市街はガポー川河口と地中海に面する。イエール＝レ＝パルミエとは、約7000本のヤシがコミューン内に植栽されていることと、育苗業が盛んであるためにつけられた愛称である。
1887年イエールにて、ステファン・リエジャールは『コート・ダジュール』という言葉を生み出した。

## 由来

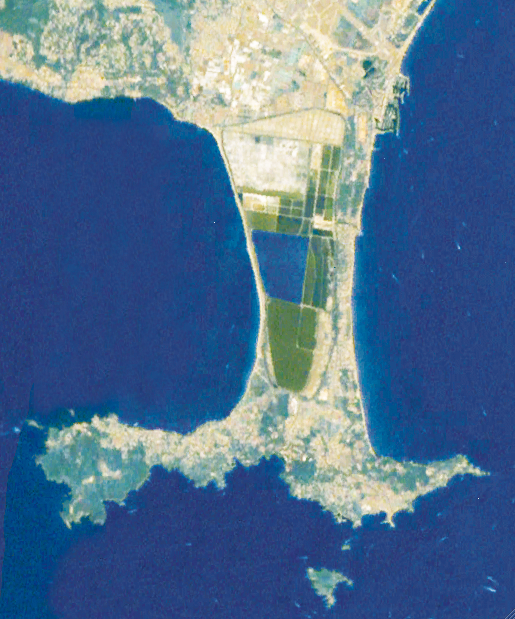
ジアン半島

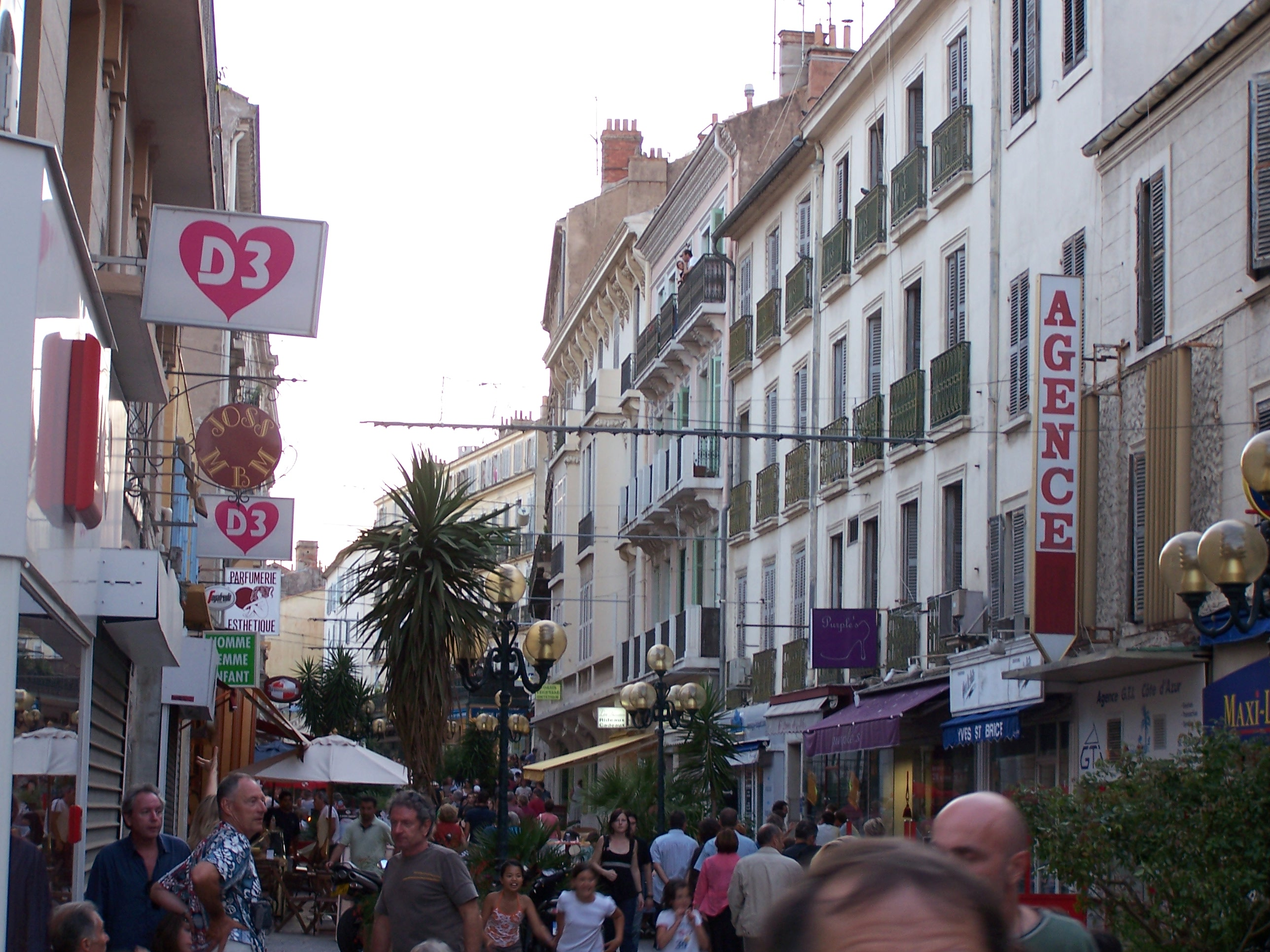
ピエトンヌ通り

イエールという名は、ローマ時代の地名アレアエ（Areae）から派生したものである。この都市の名は近接する塩田から生じたとみられている。イエールの名が文献に登場したのは963年で、アイラス（Eyras）またはエラス（Eras）であった。1801年には自治体がHièresまたはHyèresと綴った。プロヴァンス語の古典記載法ではイエラス（Ieras）となり、ミストラル方言ではイエロ（Iero）となった。

## 地理
コミューンにはイエール諸島と、有名なジアン半島（Presqu'île de Giens）が含まれる。ジアン島は、本土と地中海の小島との間にある狭い海峡が海流で土砂が堆積し、半島状の地続きとなったものである。イエール諸島にはポルクロール島、ポール＝クロ島、ルヴァン島が含まれている。リル＝ドール（îles d'Or、黄金の島）という通称はルネサンス時代に生まれ、数カ所ある灯台の光で結晶片岩が照らされて金色に見えたことに由来する。
イエールの海岸線は39kmあり、プロヴァンス地方最南端である。プロヴァンス最古の気象台がある。
郊外のイエール塩田一帯はクロヅル、ズアカモズ、ヒメコウテンシ、コシアカツバメなどの繁殖地と越冬地で、アラセイトウ属のMatthiola tricuspidataやギョリュウ属のTamarix africanaなどのフランス本土で珍しい植物も生えている。2008年にラムサール条約登録地となった。

### 気候
コート・ダジュールにあるイエールは、暑く乾燥した夏、湿度があって温暖な冬が特徴である地中海性気候の恩恵を受けている。1983年11月28日、時速148kmという暴風を記録した。北をモール山地で守られているイエールだが、時にはミストラルが吹く。
7月から8月の平均最高気温は29℃で、1月から2月の平均最低気温は6℃である。年間の日射量は2899.3時間で、7月には373.8時間にもなる。降雨量は年間約665mmで、7月には7mm以下だが10月には90mmを超える。
年間300日以上が晴天であると市が発行する観光パンフレットに公言されているほど、天気のよい町である。
| 月                                        | 1月.  | 2月.  | 3月   | 4月.  | 5月   | 6月   | 7月.  | 8月   | 9月.  | 10月. | 11月. | 12月. | 年間   |
| ----------------------------------------- | ----- | ----- | ----- | ----- | ----- | ----- | ----- | ----- | ----- | ----- | ----- | ----- | ------ |
| 平均最高気温 (°C)                         | 13    | 13    | 15    | 18    | 22    | 26    | 29    | 29    | 26    | 21    | 16    | 14    | 20,1   |
| 平均最低気温 (°C)                         | 6     | 6     | 8     | 10    | 13    | 16    | 19    | 19    | 17    | 13    | 9     | 7     | 11,8   |
| 平均気温 (°C)                             | 9     | 10    | 11    | 14    | 17    | 21    | 24    | 24    | 21    | 17    | 13    | 10    | 15,9   |
| 日照時間 (時間)                           | 155,3 | 158,2 | 217,6 | 252,1 | 301,5 | 329,3 | 373,8 | 334,9 | 259,9 | 210,3 | 158,7 | 147,6 | 2899,3 |
| 平均降水量 (mm)                           | 76,3  | 88,3  | 56,4  | 55,7  | 45,0  | 22,3  | 6,6   | 28,5  | 49,1  | 93,9  | 69,4  | 73,5  | 665,2  |
| Source : Climatologie mensuelle à Toulon. |       |       |       |       |       |       |       |       |       |       |       |       |        |

### 水理
イエールは、114kmある長い海岸線を持つ。ガポー川はイエール内を流れていく。

## 歴史

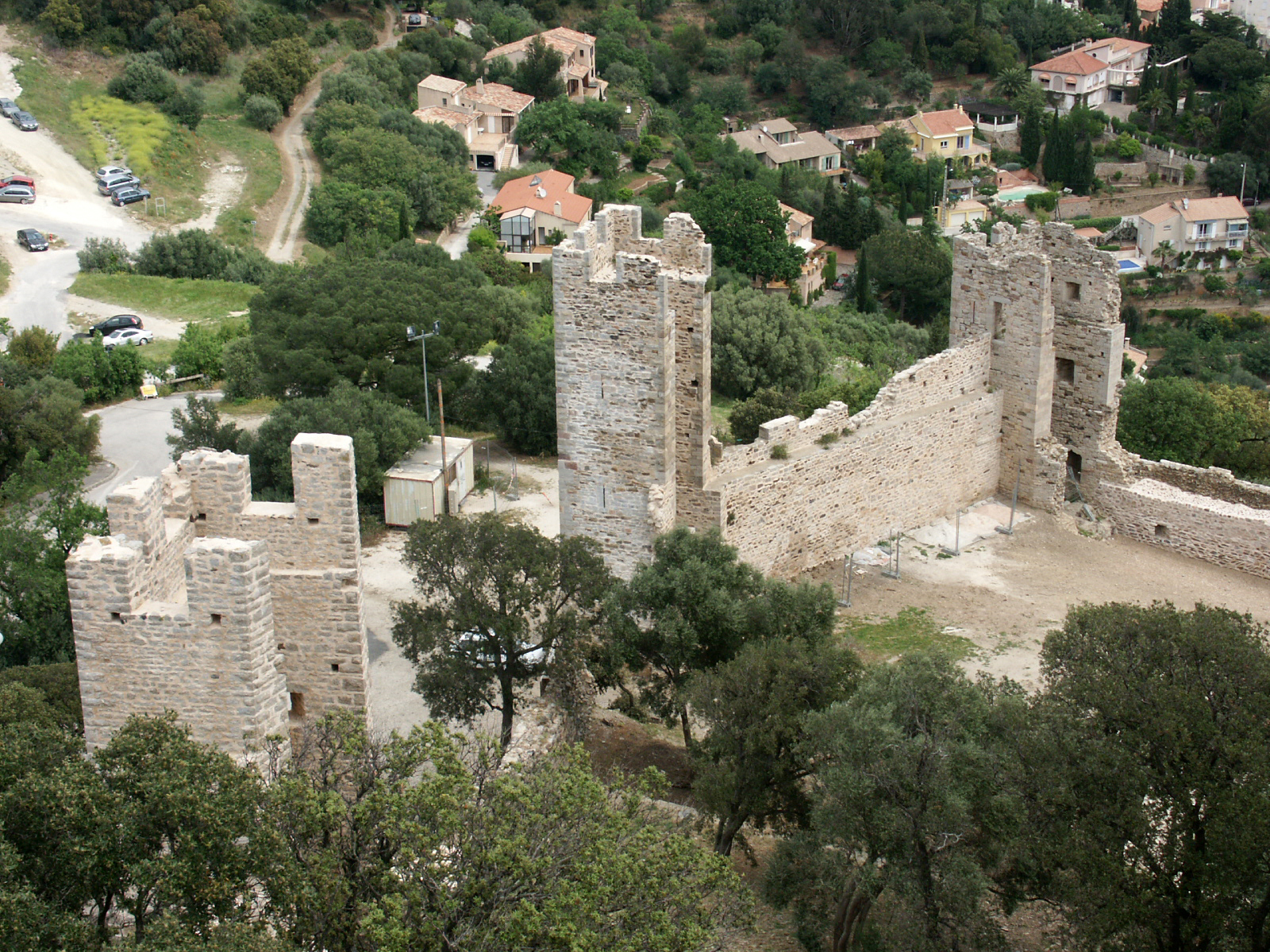
中世の城跡

紀元前6世紀、マッサリアからやってきたギリシャ人らが、地中海に飛び出た半島に商業基盤をつくった。オルビア（Olbia）という定住地の名はギリシャ語で幸せを意味し、彼らギリシャ人はゆっくりと周辺の土地へ広がっていった。
リグーリア海賊の侵入に伴い、イタリア本土への航海の安全を確保するために、稜堡の建設が強化された。2世紀頃、この地に移り住んだローマ人たちは、ギリシャ人の築いたオルビアに近い場所にガレー船の基地をつくった。
イエールが初めて名を文献に記されたのは、ローマ教皇レオ8世の教書と、ブルグント及びプロヴァンス王コンラートがモンマジュール修道院（ベネディクト会派）へイエールを割り当てる旨示した憲章においてである。そこには塩田があり漁業が行われていることが記されていた。
11世紀初頭から、イエールの地に城が築かれた。
1056年の憲章では、ガポー川の東にギィ・ド・フォスによってサン＝ニコラ教会が建立されたことが記されていた。
1216年、レーモン＝ジョフロワ・ド・フォスは、イエールの一部を含む私領を、実母から継承したリル＝ドールの塩田と同様に、マルセイユへ売却した。
1257年9月14日、フォス家は残っていた『イエール城、イエール市街、イエール諸島、イエールの土地』を全てプロヴァンス伯シャルル・ダンジューへ売却するよう強いられた。
14世紀初頭のイエールは、プロヴァンス都市8番目の規模であるおよそ5000人の住民がいた。しかし、1347年にマルセイユから黒死病が流行しプロヴァンスで猛威をふるい、その人口の2/3を失った。その影響は大きく、わずか100年後には住民が1900人程度となった。
1481年、イエールを含むプロヴァンス全体がフランス王国直轄領となった。

## 経済
1980年代以降、イエールはフランス南東部で最重要の育苗及び園芸産業の地とみなされている。市西部には大規模な生花市場がある。温室では、バラ、アイリス、ストレリチア、グラジオラス、アネモネ、チューリップといった多種多様な切り花が生産される。生産品は全てヨーロッパで販売される。ヴァール県で生産される園芸関連の生産品は、地方生産全体の50%、国内生産全体の25%強に相当する。
イエールのワインは、1977年に認可されたコート＝ド＝プロヴァンスAOCである。毎年高い評価を受けるこのワインはヨーロッパのみならず、アメリカ合衆国、日本、オーストラリアへ輸出される。

## 史跡
- サン＝ブレーズ礼拝堂 - 12世紀にテンプル騎士団が建てた。1987年にフランス歴史文化財に指定された。
- サン＝ポール教会 - 宗教戦争時代に起きた出来事を伝える奉納物を常設展示する。テンプル騎士団が財宝をこの教会に隠したという伝説が残る。

- サン＝ブレーズ礼拝堂付属時計塔
- サン＝ポール教会

## 関係者
出身者
- アラン・サンドランス - シェフ
- ルシアン・エマール - 自転車競技選手
- ステファン・オルテリ - レーシングドライバー
- ミカエル・ミシェル - 騎手

居住その他ゆかりある人物
- ジュール・ミシュレ - 歴史家、歴史学者、ルネサンス造語。現在のパリ2区生まれ、イエールで死去。

## 姉妹都市
- ロットヴァイル、ドイツ
- コクルベール、ベルギー